# Windhausen (Bad Grund)
Windhausen am Harz ist ein Ortsteil der Gemeinde Bad Grund (Harz) im Landkreis Göttingen (ehemals Osterode) in Niedersachsen.

## Lage
Windhausen liegt sowohl am Westrand des Oberharzes als auch am solchen des Naturparks Harz. Es befindet sich am Markau-Zufluss Schlungwasser. Nordöstlich liegt Bad Grund (Harz), südlich Badenhausen, südwestlich Eisdorf und nordwestlich Gittelde.

## Geschichte

### Ortsname
Das früheste Schriftzeugnis der Siedlung entstand um 1221 und erzählt vom Ritter „Basilius de Winthusen“. Die Etymologie des Namens bleibt spekulativ. Als Ausgangsform wäre ein Kompositum aus altsächsisch Winith- und -husen vorstellbar, was sich mit Weidesiedlung übersetzen ließe.

### Eingemeindungen
Zum 1. März 2013 schlossen sich die Mitgliedsgemeinden der Samtgemeinde Bad Grund (Harz) zur neuen Gemeinde Bad Grund (Harz) zusammen. Windhausen war Verwaltungssitz der Samtgemeinde und ist jetzt Verwaltungssitz der Gemeinde Bad Grund (Harz).

### Einwohnerentwicklung
| Jahr | Einwohner | Quelle |
| ---- | --------- | ------ |
| 1910 | 782       | [ 5 ]  |
| 1925 | 810       | [ 6 ]  |
| 1933 | 872       | [ 6 ]  |
| 1939 | 793       | [ 6 ]  |
| 1950 | 13020     | [ 7 ]  |
| 1956 | 11480     | [ 7 ]  |
| 1973 | 10840     | [ 8 ]  |
| 1975 | 1200 ¹    | [ 9 ]  |
| 1980 | 1193 ¹    | [ 9 ]  |

| Jahr | Einwohner | Quelle |
| ---- | --------- | ------ |
| 1985 | 1206 ¹    | [ 9 ]  |
| 1990 | 1228 ¹    | [ 9 ]  |
| 1995 | 1242 ¹    | [ 9 ]  |
| 2000 | 1133 ¹    | [ 9 ]  |
| 2005 | 1064 ¹    | [ 9 ]  |
| 2010 | 1004 ¹    | [ 9 ]  |
| 2012 | 999 ¹     | [ 1 ]  |
| 2013 | 9940      | [ 10 ] |
| 2021 | 905 ¹     | [ 2 ]  |

¹ jeweils zum 31. Dezember
|  |

## Politik

### Ortsrat
Der Ortsrat setzt sich aus fünf Ratsfrauen und Ratsherren zusammen. Zusätzlich befinden sich zwei beratende Mitglieder im Ortsrat (beide PRO Windhausen).
- SPD: 2 Sitze (±0)
- PRO Windhausen: 2 Sitze (±0)
- CDU: 1 Sitz (±0)

(Stand: Kommunalwahl am 12. September 2021, Veränderungen zu 2016)

### Ortsbürgermeister
Der Ortsbürgermeister ist Daniel Beck. Sein Stellvertreter ist Bernd Hausmann.

### Wappen
Der Entwurf des Kommunalwappens von Windhausen stammt von dem Braunschweiger Oberstudiendirektor, Heraldiker und Grafiker Wilhelm Krieg. Der Gemeinderat Windhausen beschloss das Wappen am 26. Juni 1972. Nachdem der Wappenentwurf am 8. Januar 1973 durch das Niedersächsische Staatsarchiv gebilligt worden war, erfolgte am 18. April 1973 die Genehmigung des Wappens durch den Regierungspräsidenten in Hildesheim.
| Wappen von Windhausen | Blasonierung: „Von Rot und Gold geteilt; oben drei vierblättrige goldene Rosen, unten ein rot gefütterter blauer Helm.“ |
| Wappen von Windhausen | Wappenbegründung: Auf der Webseite der Gemeinde Bad Grund (Harz) wird hierzu erwähnt: „Das Gemeindewappen von Windhausen nimmt starken Bezug auf die Geschichte des Dorfes und der Burg Windhausen. Die goldenen Rosen im roten Feld sollen aus dem Wappen der Familie von Oldershausen stammen. Das ist zwar möglich, aber es ist die Frage, ob die Rosen richtig wiedergegeben sind. Im Wappen von Westerhof ist die Rose aus dem Wappen der Familie von Oldershausen mit fünf Blütenblättern dargestellt. Allerdings führten auch die Herren von Winthusen im Wappen unter einem Wolf drei Rosen. Der rot gefütterte blaue Helm im goldenen Feld ist dem Wappen der Familie von Koch entnommen, die über Jahrhunderte das Rittergut in Windhausen besaß. Ihr Wappen zeigte einen Turnierhelm aus der Barockzeit mit reichem Federschmuck und Zierkette.“ |

### Banner und Flagge
|  | 00Banner: „Das Banner ist rot-gelb längsgestreift mit dem aufgelegten Wappen oberhalb der Mitte.“ |
|  | 00Hissflagge: „Die Flagge ist rot-gelb quergestreift mit dem Wappen in der Mitte.“                |

## Kultur und Sehenswürdigkeiten

### Museen
- Dorf- und Heimatmuseum im Schlungweg, Besuch auf Anfrage

### Bauwerke
- Windhausener Burg, seit 1338 urkundlich erwähnt, heute werden die Reste der Burganlage als Freizeit- und Erholungsanlage genutzt.
- Fachwerkkirche St. Johannis (evangelisch-lutherisch) am Kirchplatz

## Verkehr
Windhausen liegt in unmittelbarer Nähe der Bundesstraße 243, die von Osterode am Harz nach Bad Gandersheim führt. Der Haltepunkt Windhausen lag an der Bahnstrecke Gittelde–Bad Grund. Diese ist stillgelegt.

## Persönlichkeiten

### Söhne und Töchter des Ortsteils
- Otto Orth (1826–1903), Jurist, Richter und Kommunalpolitiker
- August Orth (1828–1901), Architekt
- Eduard Orth (1830–1895), Verwaltungsbeamter

### Personen, die mit dem Ortsteil in Verbindung stehen
- Friedrich Wilhelm von Reck, Adeliger, Amtmann in Windhausen, Vater von Philipp Georg Friedrich von Reck